# Tomoko Suzuki
Tomoko Suzuki (født 26. januar 1982) er en tidligere japansk fodboldspiller. Hun har tidligere spillet for Japans kvindefodboldlandshold.

## Japans fodboldlandshold
| Japans landshold | Japans landshold | Japans landshold |
| År               | Kmp              | Mål              |
| ---------------- | ---------------- | ---------------- |
| 2003             | 2                | 2                |
| 2004             | 0                | 0                |
| 2005             | 1                | 0                |
| Total            | 3                | 2                |